# Выбирать чудо
Выбирать чудо (срп. Изабрати чудо) је први студијски албум певачице Њуша који је објављен 2010. године.

## Списак композиција
На албуму се налазе следеће песме:

## Спотови
Певачица је објавила спотове за песме Вою на Луну, Не перебивай, Выбирать чудо и Выше